# Episodi di Harley Quinn (terza stagione)
La terza stagione della serie animata Harley Quinn è stata pubblicata sul servizio streaming HBO Max dal 28 luglio 2022 al 15 settembre 2022. Il 9 febbraio 2023 è stato trasmesso un episodio speciale di San Valentino.
| n.                | Titolo originale                           | Pubblicazione USA |
| ----------------- | ------------------------------------------ | ----------------- |
| 1                 | Harlivy                                    | 28 luglio 2022    |
| 2                 | There's No Ivy in Team                     | 28 luglio 2022    |
| 3                 | The 83rd Annual Villy Awards               | 28 luglio 2022    |
| 4                 | A Thief, a Mole, an Orgy                   | 4 agosto 2022     |
| 5                 | It's a Swamp Thing                         | 11 agosto 2022    |
| 6                 | Joker: The Killing Vote                    | 18 agosto 2022    |
| 7                 | Another Sharkley Adventure                 | 25 agosto 2022    |
| 8                 | Batman Begins Forever                      | 1º settembre 2022 |
| 9                 | Climax at Jazzapajizza                     | 8 settembre 2022  |
| 10                | The Horse and the Sparrow                  | 15 settembre 2022 |
| Episodio speciale | A Very Problematic Valentine's Day Special | 9 febbraio 2023   |